# Beverly Hills Boys Club
Beverly Hills Boys Club ist ein US-amerikanisches Filmdrama aus dem Jahr 1987 von Regisseur Michael Schultz. Der zweiteilige Fernsehfilm, der auch unter dem Alternativtitel Die tödlichen Spiele der Yuppies bekannt ist, basiert auf der wahren Geschichte um den Betrugsfall des Billionaire Boys Club, welcher sich 1983 ereignete.

## Handlung
Der aus einer reichen Familie stammende Joseph ‘Joe’ Hunt zieht mit seinen Schulfreunden, die ebenfalls nicht länger auf ihre Erbschaften warten wollen, einen Investmentfonds auf, der auf einem Schneeballsystem basiert, um so viel Geld wie möglich zu generieren. Dieser wird unter dem Namen Billionaire Boys Club bekannt und sorgt dafür, dass die Gruppe immer reicher und einflussreicher wird. Doch ihrem Höhenflug droht ein jähes Ende, als das Geld wieder zur Neige geht. Nach einigen Morden und Zweifeln wird die Staatsanwaltschaft darauf aufmerksam und beginnt nach den Untersuchungen mit der Anklage.

## Kritik
„Überlanges Fernsehdrama, das ohne jegliche Tiefe die Machtspiele der Reichen kolportiert.“

„Wackelige Story, aber prima Darsteller.“

## Hintergrund
Der wahre Joseph Hunt versuchte die Ausstrahlung des Zweiteilers zu verhindern. Allerdings hatte seine Klage keinen Erfolg. Anschließend vermarktete NBC die Ausstrahlung unter dem Motto, als den „Film, den Joe Hunt nicht sehen wollte“.
Kurz vor der Ermordung ihrer Eltern sahen Lyle und Erik Menendez angeblich den Film, welcher sie, laut einigen Medienberichten, für ihre Tat inspiriert haben soll.
Nachdem der Film am 8. und 9. November 1987 auf dem US-amerikanischen Fernsehsender NBC zum ersten Mal ausgestrahlt worden war, erschien er in Deutschland im März 1989 direkt auf VHS.

## Auszeichnungen
- zwei Nominierungen bei den Golden Globe Awards 1988, für Judd Nelson als Bester Hauptdarsteller – Mini-Serie oder TV-Film und Brian McNamara als Bester Nebendarsteller – Serie, Mini-Serie oder TV-Film
- vier Nominierungen bei der Primetime-Emmy-Verleihung 1988 (Beste Miniserie, Beste Regie, Bestes Drehbuch und Bester Nebendarsteller einer Miniserie)